# Bonny Hicks
Pour les articles homonymes, voir Hicks.
Bonny Susan Hicks, née le 5 janvier 1968 à Kuala Lumpur en Malaisie et morte le 19 décembre 1997 à Palembang en Indonésie, est une mannequin et femme de lettres singapourienne.

## Biographie
Après s'être fait connaître au niveau local comme modèle, elle fut saluée pour ses apports à la littérature postcoloniale singapourienne et à la philosophie anthropique véhiculée dans ses œuvres. Son premier livre, Excuse Me, Are You a Model?, est considéré comme une étape importante dans l'histoire littéraire et culturelle de Singapour. Hicks publia par la suite un deuxième livre, Discut Disgust, ainsi que de nombreux articles dans la presse, notamment une brève chronique dans un grand quotidien singapourien qu'elle fut néanmoins contrainte d'abandonner sous la pression des traditionalistes. 
Hicks périt à l'âge de 29 ans à bord du vol 185 SilkAir qui s'écrasa dans le fleuve Musi, sur l'île indonésienne de Sumatra, probablement à la suite d'un acte volontaire de la part du pilote. Il n'y eut aucun survivant parmi les 104 passagers du vol. Après la mort de Hicks, de nombreuses publications, dont le livre Heaven Can Wait: Conversations with Bonny Hicks de Tal Ben-Shahar, retracèrent sa vie et sa pensée. 
Même si Hicks resta tout au long de sa vie une personnalité controversée pour sa volonté de discuter ouvertement de la sexualité humaine, les spécialistes de la littérature singapourienne estiment qu'elle joua un rôle essentiel dans la compréhension de la société singapourienne contemporaine. L'héritage de Hicks est aujourd'hui celui d'une figure de transition majeure entre l'ancien et le nouveau Singapour à une période de bouleversements sociétaux engendrés par la mondialisation. Sa mort fut ainsi perçue à Singapour comme la disparition d'une voix nationale devenue audible et influente. Sa carrière de mannequin et ses écrits dans lesquels elle mettait en avant sa sexualité lui valurent d'être constamment critiquée par les traditionalistes singapouriens, une situation qui l'incita à adopter une attitude plus traditionnelle à la fin de sa vie. 

## Œuvres
- Excuse Me, Are You a Model? (1990, Flame of the Forest)  (ISBN 981-00-2051-1).
- Discuss Disgust (1992, Flame of the Forest)  (ISBN 978-981-00-3506-8).